# 9K33 Osa
Le 9K33 Osa (russe : Оса : Guêpe) est un véhicule antiaérien équipé de missile sol-air à haute mobilité et de très courte portée, de conception soviétique. Son indice GRAU est 9K33, et son code OTAN est SA-8 Gecko.
La vitesse maximale de ses missiles selon les versions est de Mach 2,4, l'altitude minimale d'engagement est de 25 mètres, la portée maximale effective en altitude est de 5 000 mètres.

## Description
Le SA-8 a été le premier système de missiles de défense aérienne incorporant ses propres radars d'engagement sur un véhicule unique.

### Le véhicule
Toutes les versions du 9K33 sont montées sur un châssis BAZ-5937 assurant toutes les fonctions du système, qui permettent de détecter, de suivre et d'engager des cibles indépendamment ou non du radar de surveillance du régiment. Les véhicules à 6 roues motrices sont pleinement amphibies et aérotransportables. Leur autonomie est de 500 km.
Le système de radar sur le SA-8 a reçu le code OTAN Land Roll. Il est dérivé du système de radar de la marine Pop Group mais de taille plus petite puisqu'il ne nécessite pas de système de stabilisation. Une version améliorée, désignée SA-8B Gecko Mod 1, a été initialement utilisée en Allemagne de l'Est en 1980. Des améliorations ont été apportées aux configurations du lanceur, et six missiles transportés dans des conteneurs ont été ajoutés. Le radar monopulse se compose d'une antenne de surveillance elliptique rotative montée sur le toit du véhicule opérant en bande H (6 à 8 GHz), et ayant une portée de détection de 30 km. L'antenne d'engagement en large bande (bande J, 14,5 GHz) est installée en dessous de la première, dans le centre du système et dispose d'une portée de suivi de cibles d'environ 20 km.
Deux petites antennes paraboliques (bande J) sont installées sur les deux côtés de l'antenne radar pour le suivi des missiles. En dessous de celles-ci, il y a une petite antenne de liaison montante (bande I) qui émet un faisceau pour suivre les missiles peu après le lancement. Les dernières antennes dans le tableau sont deux petites antennes blanches rectangulaires (bande I), une de chaque côté de la pile des missiles. Elles sont utilisées pour la liaison montante de la commande de missiles. Ce double système d'antenne permet au radar Land Roll de contrôler simultanément deux missiles contre une seule cible. En outre, les deux missiles peuvent être guidés sur des fréquences différentes compliquant davantage les dispositifs de brouillage. Un appareil en forme de tube est monté sur et au-dessus du radar de suivi, c'est un système optique de suivi de trajectographie EO/LLLTV. Ce système serait utilisé pour le suivi de cibles quand les principaux radars de suivi sont bloqués par des systèmes de brouillage de contremesures électroniques.

### Les missiles
Les portées d'engagement des versions initiales du SA-8 sont comprises approximativement entre 2 et 9 km et les altitudes d'engagement entre 50-5 000 m. Le missile 9M33M2 Osa-A a étendu la gamme de portée jusqu'à 1 500-10 000 m et les altitudes d'engagement à 25-5 000 m. Le missile 9M33M3 améliora l'enveloppe d'altitude d'engagement à 10-13 000 m, et les missiles étaient capables d'aller jusqu'à 15 km, sans que le système au sol ne puisse les suivre à ces distances à cause de la portée de suivi de ses radars.
Le système a été conçu pour être utilisé principalement contre des avions à réaction et des hélicoptères dans toutes les conditions météorologiques.

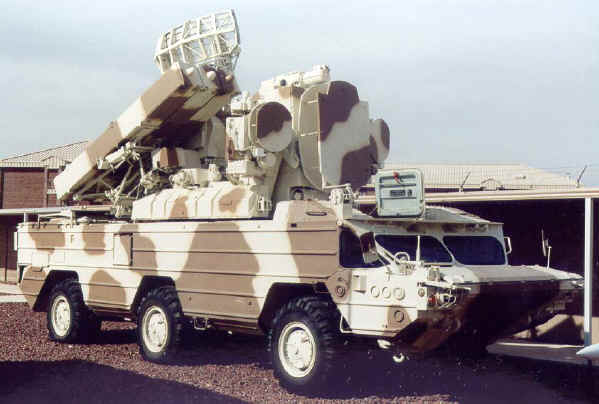
vue d'un 9K33M3 sous un autre angle.

Les missiles du 9K33 mesurent 3,14 m de long, pèsent 126 kg et sont commandés par radio. Il existe aussi un système de commande de secours : c'est un système de suivi optique de faible luminosité dans le cas des environnements de contremesures électroniques. La masse totale des dernières versions des missiles 9K33M3 s'élève à 170 kg, afin de fournir une portée et une précision plus grandes. La propulsion est assurée par un moteur-fusée biétage à combustible solide. La vitesse des deux versions du missile est de Mach 2,4 (pour culminer à près de Mach 3), pour des vitesses maximales lors de l'engagement des cibles autour de Mach 1,4 pour le missile original et de Mach 1,6 pour le missiles M2/M3. L'ogive des premières versions M2 pèse 19 kg, et a augmenté à 40 kg dans la version M3 pour améliorer la performance contre des hélicoptères. Toutes les versions possèdent des fusées d'impact et de proximité.

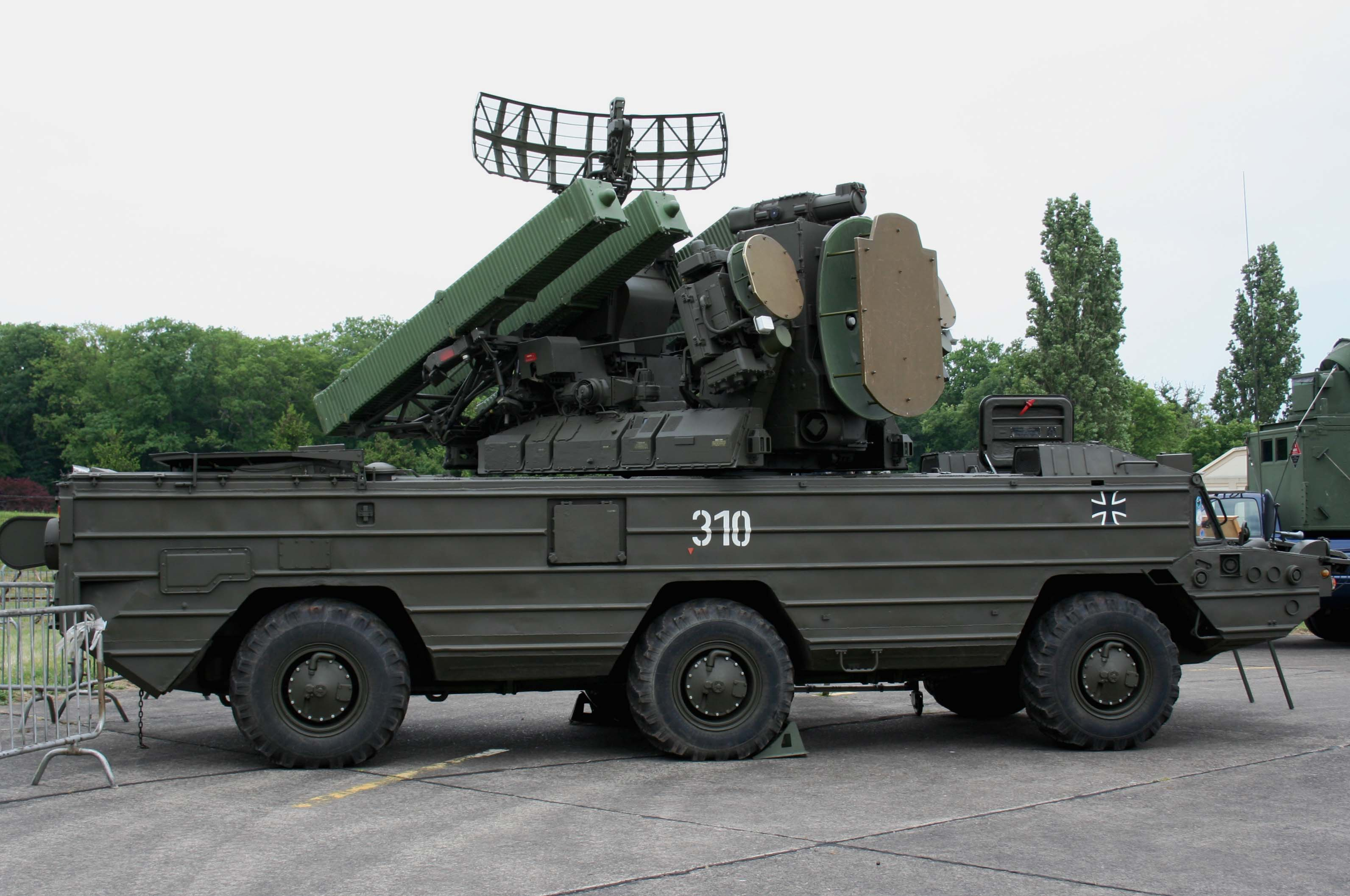
SA-8 allemand du Polygone de Guerre Électronique de l’OTAN à Metz en 2007.

Chaque TELAR est capable de lancer et de guider simultanément deux missiles contre une cible. la probabilité de destruction varie entre 0.35-0.85 et 0.55-0.85 pour l'Osa-AK et Osa-AKM (probablement en fonction de l'aspect, la vitesse, la maniabilité et la signature radar de la cible). Le temps de réaction (pour lancer la détection de cible) est d'environ 26 secondes. Le temps de préparation pour un engagement à partir d'un état de transition est d'environ 4 minutes et la durée de rechargement des missiles est d'environ 5 minutes. Chaque batterie de quatre TELAR est habituellement accompagnée de deux véhicules de rechargement transportant 18 missiles en ensemble de trois, avec une grue montée sur les véhicules de rechargement pour aider au déplacement des missiles.

## Versions

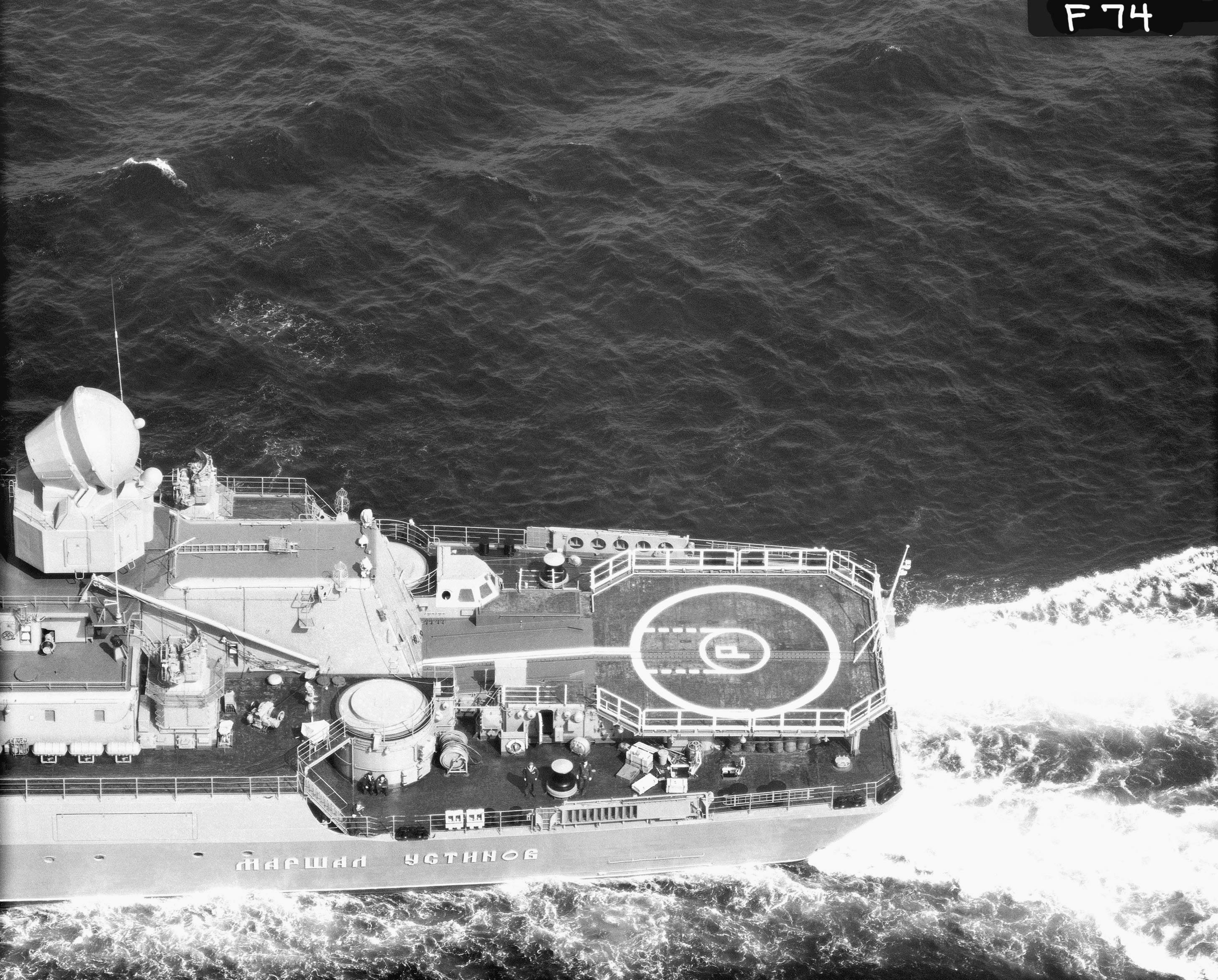
Lanceur SA-N-4 couvert par un plateau circulaire sur le croiseur de classe Slava Maréchal Ustinov.

- 9K33 Osa (désignation DoD SA-8A Gecko). Son développement a commencé en 1960 et il a été mis en service en 1971-1972 avec quatre missiles 9M33 par TELAR ayant une portée maximale de 12 km (7 milles).
- 9K33M Osa-M (Code OTAN SA-N-4 Gecko). Il a été mis en service en 1972 et représente la version navale du système avec deux missiles 9M33M sur un lanceur rotatif rétractable Zif-122 et des performances améliorées. Il a été installé sur les croiseurs lance-missiles de classe Kara, les croiseurs  porte-avions VTOL de classe Kiev et aussi ceux de classe Kirov, Slava et Krivak.
- 9K33M2 Osa-AK (désignation DoD SA-8B Gecko Mod-0). Il a été mis en service en 1975 avec une nouvelle boîte de six lanceurs de missiles, chaque missile étant en boite scellée (Sealed round (en)).
- 9K33M3 Osa-AKM (désignation DoD SA-8B Gecko Mod-1). Il a été introduit en 1980 avec une portée maximale étendue de 15 km et une altitude maximale de 12 km. La plupart des systèmes Osa-AKM abritent une antenne IFF (systèmes d'identification de cibles amies ou ennemies).
- Saman et Saman-M (Саман en Russe adobe). C'est un développement du système l'Osa/Osa-M en système de drones-cibles, utilisés pour les essais et pour la formation sur des systèmes de défense aérienne, y compris les SAM.

## Déploiement et histoire
En plus de l'URSS/Russie, le SA-8 eu de nombreux clients à l'exportation, notamment la Grèce (obtenu de l'ex-Allemagne de l'Est en 1992 puis de Russie en 1998), la Pologne, la Syrie, l'Équateur et l'Irak qui a utilisé des systèmes SA-8 durant la guerre du Golfe de 1991.
Au déclenchement du conflit de 2020 au Haut-Karabagh le 27 septembre 2020, au moins trois tracteurs-érecteurs-lanceurs 9K35 Strela-10 et six 9K33 Osa arméniens sont détruits au Nagorno-Karabakh lors d'attaques de drones Azerbaïdjanais, dont des Bayraktar TB2.
En 2022, plusieurs Osa, sans précision sur leurs modèles, sont aperçus en Ukraine dès la fin février, au nord de Kiev. Une utilisation en sol-sol sur un objectif est enregistrée.
En janvier 2024, selon un site spécialisé, dans le cadre d'un accord pour l'acquisition de F-35, la Grèce va céder tous ses systèmes de défense antiaériens d'origines soviétique et russe dont la modernisation a été annulée en 2023, dont 38 Osa à l'Ukraine.

## Utilisateurs

### Actuels[Quand?]
| - Algérie - Arménie - Bulgarie - Cameroun - Équateur - Grèce - Inde - Jordanie | - Koweït - Libye - Pologne - Russie - 550 - Syrie - Turkménistan - 40 - Ukraine |

### Anciens  utilisateurs
- Allemagne de l'Est
- Tchécoslovaquie - un régiment passé à la république tchèque
- Tchéquie - retirés du service en 2006
- Union soviétique - transférés aux états successeurs

## Jeux vidéo
- Dans Wargame: European Escalation, le SA-8 Gecko est sous la désignation 9K33 Osa une unité de l'URSS qui existe en trois versions, Osa, Osa-AK et Osa-AKM.
- Dans Wargame: Airland Battle, le SA-8 Gecko est sous la désignation 9K33 Osa une unité de l'URSS, de la Pologne, de la Tchécoslovaquie et de la RDA, qui existe en version Osa, Osa-AK et Osa-AKM pour tous ces pays sauf la RDA qui ne dispose que de l'Osa de première génération.
- Dans Wargame: Red Dragon, le SA-8 Gecko est sous la désignation 9K33 Osa une unité de l'URSS, de la Pologne, de la Tchécoslovaquie et de la RDA, en version Osa, Osa-AK, et Osa-AKM pour chaque pays.
- Dans War Thunder, le SA-8 Gecko est disponible à la recherche dans les versions OSA-AK et OSA-AKM dans les arbres de recherche allemand, soviétique, italien et britannique.